# Kuwu (Kradenan)
Kuwu is een bestuurslaag in het regentschap Grobogan van de provincie Midden-Java, Indonesië. Kuwu telt 5358 inwoners (volkstelling 2010).